# Gérard Toffin
Gérard Toffin, né en mai 1947 à Luxembourg, est un ethnologue français, directeur de recherche au Centre d’études Himalayennes du CNRS (DRCE), docteur ès lettres. Il a notamment travaillé sur le Népal et le peuple néwar de la vallée de Katmandou, au Népal, ainsi que sur les Pahari (Pihi, voir langues pahari) du district de Lalitpur (Godavari et Lele), puis, dans les collines népalaises, sur les Tamangs du Ganesh Himal et les Indo-Népalais (Parbatiya) des districts de Gulmi et d’Argha Khanci. Il a également mené des recherches en Inde (Kalimpong, au Bengale, et dans le Gujarat).

## Carrière et thèmes de recherche
Il a fait ses études d'ethnologie et de sociologie à la Sorbonne et à l'École Pratique des Hautes Études (sixième section), Paris. Sa thèse de troisième cycle (1974) et son Doctorat d'État (1982), qui portaient tous deux sur l'ethnie Néwar de la vallée de Katmandou, ont été dirigés par Lucien Bernot, ancien professeur au Collège de France. Sa formation aux langues orientales s'est déroulée à l'Institut des Langues et Civilisations orientales ('Langues O'), Paris.
Il est nommé en juin 1970 attaché culturel près l'Ambassade de France à Katmandou et professeur de français à l'Université de Tribuhuvan (Darbar School, Katmandou). Il entame très rapidement des recherches ethnologiques sur le Népal, tout particulièrement sur les Néwar. Il intègre le CNRS en 1975 (attaché de recherche).
En 1985, il a créé l'unité « Milieux, sociétés et cultures en Himalaya », devenue depuis le Centre d'études himalayennes du CNRS, où il a été directeur jusqu'en 1995. Pendant son mandat, il a signé des accords avec le Département d'Archéologie, puis avec le Centre d'études asiatiques et népalaises de l'Université Tribhuvan. De 2002 à 2004, il a été Président de la section 38 (Anthropologie, Ethnologie) du comité national du CNRS. Dans ce cadre, il a coordonné trois campagnes annuelles de recrutement et de promotion de chercheurs rattachés à cette section.
Il a dirigé la collection "Chemins de l'ethnologie" aux Éditions de la Maison des Sciences de l'Homme et à CNRS Éditions de 1993 à 2009 (25 titres parus).
Ses thématiques de recherches ont porté principalement sur la vie matérielle, l'anthropologie de l'espace et de l'habitat, l'organisation sociale et la parenté, la royauté et les changements politiques, les religions de l'Himalaya, les questions d'ethnicité et la notion d'appartenance, le théâtre et les arts performatifs, les rapports entre littérature et ethnologie.
En mai 2013, il reçoit le prix international Derukh Nai
Gérard Toffin est aujourd'hui directeur de recherche émérite au CNRS.

## Éléments bibliographiques
- Gérard Toffin, « L'Organisation sociale et religieuse d'une communauté newar (Népal) », L'Homme, t. 18, nos 1-2,‎ 1978, p. 109-134 (DOI 10.3406/hom.1978.367833, lire en ligne)
- Gérard Toffin, « Ancêtres claniques et esprits féminins dans l'Himalaya népalais », Revue de l'histoire des religions, t. 207, no 2,‎ 1990, p. 159-188. (DOI 10.3406/rhr.1990.1737, lire en ligne)
- Gérard Toffin, « Lucien Bernot (1919 - 1993) », L'Homme, t. 35, no 133,‎ janvier - mars 1995, p. 5-8 (DOI 10.3406/hom.1995.369874, lire en ligne)
- Gérard Toffin, Les Tambours de Katmandou, Paris, Payot & Rivages, coll. « Petite Bibliothèque Payot ; voyageurs » (no 353), 2016, 303 p. (ISBN 978-2-228-91658-5, BNF 45204056)
- (en) Gérard Toffin, « Acrobatics and Stilts in Old Kathmandu City », European Bulletin of Himalayan Research, nos 15-16,‎ 1998-1999 (lire en ligne  [PDF])
- Gérard Toffin, « Louis Dumont (1911-1998) », L'Homme, t. 39, no 150 « De la différence et de l'exlcusion »,‎ 1999, p. 7-13 (DOI 10.3406/hom.1999.453563, lire en ligne)
- (en) Gérard Toffin, « How to Combine Citizenship and Diversity? France, India and Nepal », European Bulletin of Himalayan Research, no 37,‎ 2010 (lire en ligne  [PDF])
- Gérard Toffin, « Religion et politique au Népal (1951-2010) », in Christophe Jaffrelot et Aminah Mohammad-Arif (dir.), Politique et religions en Asie du Sud : le sécularisme dans tous ses états ?, EHESS, Paris, 2012, p. 117-135  (ISBN 978-2-7132-2323-5)
- Gérard Toffin, "Neither Statues nor Rituals. An Analysis of New Religious Movements and Therapists in Nepal", in Religion, Secularism and Ethnicity in Contemporary Nepal (ed. by Gellner, Hausner & Letizia), Delhi, Oxford University Press, 2016, p. 115-149.
- Gérard Toffin et al, Panauti. Une ville au Népal, Kathmandu, Vajra Publications, coll. « Collection Architectures », 2017 (ISBN 9789937623780, présentation en ligne).
- Gérard Toffin, "Bouffons et clowns sacrés de l'Himalaya", Revue de l'histoire des religions, 2018, 235, 1, p. 97-131.
- Gérard Toffin, "Alexandre Macdonald (1923-2018). Orientalisme et ethnologie" (en collaboration avec Brigitte Steinmann), L'Homme, no 226, 2018, p. 19-30.
- Gérard Toffin, "Caste and Indigeneity in the Valley of Nepal: Bumgadyah, the rain-making god, and Jyāpu peasants", in Lumanti-Pau. Rajat Jayanti Vishesh (Silver Jubilee). Souvenirs 2018. Jyapu Samaj, Yala, 2018, pp. 73-82.
- Gérard Toffin, "Mises en scène de la possession à l'ère postdramatique", Jeu, 2020, n° 177, pp. 76-79.
- Gérard Toffin, "Ethnologie et littérature. Georges Bataille, lecteur de Lévi-Strauss (Tristes tropiques)", Civilisations (Bruxelles), 2020, n°69, pp. 215-235.
- Gérard Toffin, "Les images du dieu Indra dans la vallée de Katmandou, Népal. La néwarisation d'une divinité hindoue", Arts asiatiques, n°77, 2022, pp. 69-82.
- Gérard Toffin, "A la recherche de patrimoines culturels en péril. Le courant folkloriste népalais", in Eurasie, L'Harmattan/Musée du Quai Branly Jacques Chirac (Héritages et patrimoines, Ruptures et continuités, dir. Yvonne de Sike), 2022, n° 31, pp. 77-93.
- Gérard Toffin, "Towards an Archeology of Newar Religion: The Cult of Matrika/Ajima Goddesses in the Kathmandu Valley", Studies in Nepali History and Society, 2023, 28(2), pp. 313-348.
- Gérard Toffin, "The Past in the Present: The Religious and Royal Dimension of Newar Traditional Dance Theatre, Nepal", Asian Theatre Journal, 2024, 2, pp. 296-318.

### Ouvrages et Direction d'ouvrages
- Pyangaon, communauté néwar de la vallée de Kathmandou. La vie matérielle. Paris, Ed. du Centre national de la recherche scientifique, coll." Cahiers népalais", 1977, 218 p.
- Panauti, une ville au Népal (en collaboration avec Vincent Barré, Pierre Berger, Laurence Feveile), Paris, Berger-Levraut, coll. "Architectures", 1981, 210 p.
- (directeur de publication), L'Homme et la maison en Himalaya. Écologie du Népal. Paris, Ed. du Centre national de la recherche scientifique (coll. "Cahiers népalais"), 1981, 285 p.
- (direction du numéro spécial), Les fêtes dans le monde hindou, revue L'Homme, 1982, no 3.
- Société et religion chez les Néwar du Népal. Paris, Ed. du Centre national de la recherche scientifique, coll. "Cahiers népalais", 1984, 668 p., isbn=2-222-03468-X| bnf=34863239v}} (texte remanié d'une thèse).
- (ed. avec Denis Blamont), Architecture, milieu et société en Himalaya, Paris, Ed. du Centre national de la recherche scientifique, 1987, 291 p.
- (ed. avec B. Koechkin, F. Sigaut, M.C. Thomas) De la voûte céleste au terroir, du jardin au foyer. Mosaïques ethnographiques (Hommage Lucien Bernot). Paris, Ed. de l'École des hautes études en sciences sociales, 1987, 762 p.
- (direction du numéro spécial), Paysages et divinités en Himalaya, revue Études Rurales, 1987, no 107-108.
- (ed. avec Véronique Bouiilier), Prêtrise, pouvoirs et autorité en Himalaya. Paris, Ed. de l'École pratique des hautes études en sciences sociales, coll. "Purushartha" 12, 1989, 238 p.
- (ed. avec Véronique Bouillier), Classer les dieux. Des panthéons en Asie du Sud. Paris, Ed. de l'École pratique des hautes études en sciences sociales, Coll. "Purushartha", 15, 1993, 217 p.
- Le Palais et le temple. La fonction royale dans la vallée du Népal. Paris, CNRS-Editions (coll. CNRS-ethnologie), 1993, 294 p.
- Les Tambours de Katmandou, Payot & Rivages, coll. Petite Bibliothèque Payot, "voyageurs" (no 353), 1996, 303 p.
- (direction du numéro spécial), Religion, politique et identités en Himalaya, revue Archives de Sciences Sociales des Religions, 1997, no 99.
- Entre hindouisme et bouddhisme. La religion néwar, Népal. Louvain-La-Neuve, Institut orientaliste, 2000, 141 p.
- Ethnologie. La quête de l'autre. Paris, Acropole, 2005, 156 p.
- Newar Society. City, Village and Periphery. Kathmandu, Himal Books, 2007, Second édition.
- La fête-spectacle. Théâtre et rite au Nepal. Paris, Éditions de la Maison des Sciences de l'Homme, 2010.

- (ed. avec Johanna Pfaff-Czarnecka), The Politics of Belonging in the Himalayas. Local Attachements and Boundary Dynamics. Delhi, Sage, 2011.

- (ed. avec Hélène Bouvier), Théâtres d'Asie à l'œuvre. Circulation, expression, politique. Paris, Ed. de l'École française d'Extrême-Orient, 2012.

- From Monarchy to Republic. Essays on Changing Nepal. Kathmandu, Vajra Books, 2013, 280 p.

- (ed. avec Joanna Pfaff-Czarnecka), Facing Globalization in the Himalayas. Belonging and the Politics of the Self. Delhi, Sage, 2014.

- (ed. avec Marine Carrin et Pralay Kanungo), The Politics of Ethnicity in India, Nepal and China. Delhi, Primus, 2014.

- Imagination and Realities. Nepal between Past and Present. Delhi, Adroit Publishers, 2016, 409 p.
- Brill's Encyclopedia of the Religions of the Indigenous People of South Asia. Ed. by M. Carrin, M. Boivin, P. Hockings, R. Rousseleau, T. Subba, H. Lambs-Tyche et G. Toffin, Leiden, Brill, 2021.
- Newar Theatrical Performances. Religious, Royal, and Comic Aspects. Delhi: Dev Publishers, 2025 (379 pages +  xiii, 81 photos),  (ISBN 978-93-5944-864-0).